# Tibetische Exilregierung

Tibetische Flagge

Siegel der tibetischen Exilregierung

Die tibetische Exilregierung (englisch: Central Tibetan Administration [of His Holiness the Dalai Lama], CTA; tibetisch: Tsenjol Bod Mi Zhung gi Drigtsug བཙན་བྱོལ་བོད་གཞུང་།) ist eine Exilregierung, die den Anspruch erhebt, die rechtmäßige Regierung Tibets und der Tibeter zu sein. Sie wurde 1959 nach der Flucht des 14. Dalai Lama, Tenzin Gyatso, in Indien gegründet. Sie hat heute ihren Sitz in Dharamsala.

## Gebietsanspruch
Der Anspruch der Exilregierung umfasst das autonome Gebiet Tibet und Qinghai (Hainan, Haixi, Haibei, Yushu, Golog, Huangnan), sowie Teile der angrenzenden Gebiete Gansu (Gannan,  Tianzhu), Sichuan (Garzê, Ngawa, Muli) und Yunnan (Dêqên). Diese Gebiete und Teilgebiete werden von der tibetischen Exilregierung als das historische Tibet bezeichnet (siehe auch Tibet – Sicht der tibetischen Exilregierung). Der derzeitige 14. Dalai Lama Tenzin Gyatso tritt politisch jedoch nicht für eine vollständige Unabhängigkeit Tibets (rangzen) ein, die nach seiner Ansicht nicht infrage kommt, sondern würde einen autonomen Status nach dem Vorbild Hongkongs akzeptieren. Dieser Standpunkt ist unter Tibetern jedoch umstritten.
Im Falle einer Autonomie dieser Gebiete soll nach Vorstellung der tibetischen Exilregierung eine demokratische Regierungsform mit Gewaltenteilung geschaffen werden, in der die aktuellen Mitglieder der Exilregierung keine besonderen Privilegien erhalten sollen. Die politische Funktion des Dalai Lama soll zunächst von einem Übergangspräsidenten eingenommen werden und später von einem ordnungsmäßig gewählten Bürger Tibets.

## Geschichte
Nachdem Tenzin Gyatso im Zuge des Tibetaufstandes nach Indien geflohen war, gründete er am 29. April 1959 in Masuri die Tibetische Exilregierung, deren Oberhaupt er war. Im Mai 1960 verlegte die Organisation ihren Sitz nach Dharamsala. Am 2. September 1960 wurde ein Exilparlament (Versammlung der tibetischen Volksvertreter) gegründet und die tibetische Exilregierung wurde demokratisiert. Die erste tibetische Flüchtlingssiedlung auf indischem Gebiet war die im selben Jahr gegründete Lugsum Samdupling in Bylakuppe. Die erste weibliche Ministerin im Amt war die jüngere Schwester des Dalai Lama, Jetsun Pema. Sie war von 1990 bis 1993 Bildungsministerin.
2001 gab es die erste weltweite Wahl der Tibeter im Exil für die Position des Premierministers (Kalon Tripa), die von Lobsang Tenzin gewonnen wurde. Dieser ist für einen entschieden gewaltfreien Weg des Widerstands gegen die Besetzung Tibets durch das kommunistische China bekannt und setzt sich für eine Demokratisierung der tibetischen Gesellschaft ein. Der 14. Dalai Lama Tenzin Gyatso betrachtete sich seither politisch als „halb im Ruhestand“.
Am 10. März 2011 kündigte Gyatsho an, bei der nächsten Sitzung des Exilparlaments einen Antrag auf Verfassungsänderung zu stellen, sodass er all seine politischen Agenden abgeben könne. Dass der Dalai Lama diesen Schritt nur zehn Tage vor den Parlamentswahlen bekannt gab, wurde auch als Aufruf zum Urnengang interpretiert.
Am 29. Mai nahm das Exilparlament den Rücktritt Gyatshos an. Seither ist der jeweils amtierende Premierminister gleichzeitig Regierungschef und Staatsoberhaupt. Ende April 2011 wurde der Jurist Lobsang Sangay zum Ministerpräsidenten und damit zum politischen Oberhaupt gewählt. Anfang August 2011 nahm das Kabinett Sangays seine Arbeit auf.
Im Oktober 2020 erklärte Gyatso, er unterstütze die Unabhängigkeit Tibets nicht und hoffe, China als Nobelpreisträger besuchen zu können. Er sagte: "Ich bevorzuge das Konzept einer 'Republik' in der Volksrepublik China. Mit dem Konzept der Republik können ethnische Minderheiten, wie Tibeter, Mongolen, Mandschus und Xinjiang-Uiguren, in Harmonie leben."

## Aufgaben

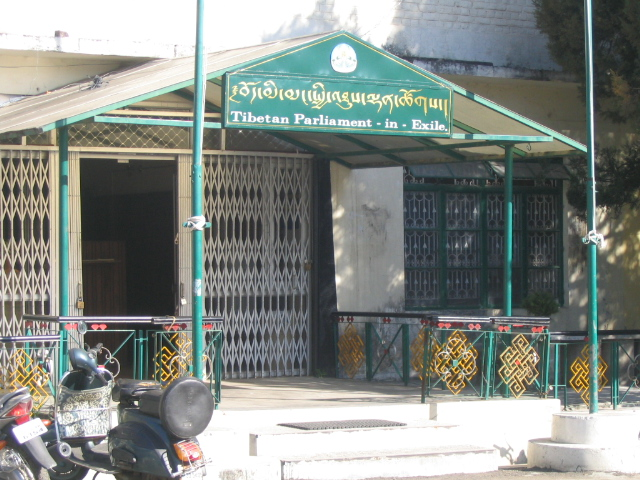
Eingang des Parlamentsgebäudes der tibetischen Exilregierung in Dharamsala

Die tibetische Exilregierung kümmert sich hauptsächlich um die Belange der rund 100.000 Exil-Tibeter in Indien, aber auch um die aller anderen im Exil lebenden Tibeter. Sie unterhält Schulen, ein Gesundheitswesen, organisiert kulturelle Veranstaltungen und kümmert sich um das wirtschaftliche Wachstum der tibetischen Exilgemeinschaft Indiens. Durch die Erlaubnis der indischen Regierung hat die tibetische Exilregierung eine eigene Rechtsprechung für die Exil-Tibeter in Nordindien. Die tibetische Exilregierung hat es sich jedoch auch außerhalb des indischen Exils zur Aufgabe gemacht, die tibetische Kultur zu erhalten und tibetischen Flüchtlingen dabei zu helfen, sich eine Existenz aufzubauen. Gleichzeitig will sie die tibetische Gesellschaft demokratisieren.

## Haltung Deutschlands
Das Auswärtige Amt der Bundesregierung formuliert 2004 aufgrund einer kleinen Anfrage im Deutschen Bundestag (15/3630) Deutschlands Haltung zum völkerrechtlichen Status Tibets und damit der tibetischen Exilregierung: "Die Bundesregierung achtet den Dalai Lama als Oberhaupt des lamaistischen Buddhismus. Seinen Anspruch, eine tibetische Exilregierung zu führen, erkennt die Bundesregierung in Übereinstimmung mit der gesamten Staatengemeinschaft nicht an. "Die Bundesregierung unterstütze allerdings den Anspruch Tibets auf Autonomie im kulturellen und religiösen Bereich als 'Ausdruck des Selbstbestimmungsrechts des tibetischen Volkes'".

## International
Die tibetische Exilregierung ist international nicht als rechtmäßige Regierung anerkannt (siehe auch: Tibets Status aus Sicht anderer Länder), bekommt aber finanzielle Unterstützung von den Regierungen anderer Länder und internationaler Organisationen. Sie vertritt die Belange der Tibeter auch in der Organisation der nicht-repräsentierten Nationen und Völker.
Am 11. April 2002 wurde im europäischen Parlament über die Möglichkeit einer Anerkennung der tibetischen Exilregierung als rechtmäßige Vertretung des tibetischen Volkes diskutiert.

## Minister (Kalone) des Kabinetts (Kashag)
15. Kashag seit 27. Mai 2016
- Lobsang Sangay – Premierminister („Kalon Tripa“)
- Ven Karma Gelek Yuthok – Religion und Kultur
- Khorlatsang Sonam Topgyal – Heimat
- Karma Yeshi – Finanzen
- Labrang Phagpa Tsering – Sicherheit
- Lobsang Sangay – Information und internationale Beziehungen
- Choekyong Wangchuk – Gesundheit
- Pema Yangchen – Bildung

14. Kashag vom 8. August 2011 bis 26. Mai 2016 im Amt
- Lobsang Sangay – Premierminister („Kalon Tripa“), Bildung
- Pema Chinnjor – Religion und Kultur
- Dolma Gyari – Heimat
- Tsering Dhondup – Finanzen
- Dongchung Ngodup – Sicherheit
- Dicki Chhoyang – Information und internationale Beziehungen
- Tsering Wangchuk – Gesundheit